# Edmund Burke
Edmund Burke (Dublin, 12. siječnja 1729. – Beaconsfield, 9. srpnja 1797.), irski britanski državnik, teoretičar politike i filozof. Bio je liberalni zastupnik u britanskom parlamentu i osnivač modernog konzervativizma.
Bio je član vigovske stranke, a u Donji dom Parlamenta stupio je 1765. godine. Smatra se začetnikom modernog konzervativizma, kao reakcije na zbivanja u revoluciji u Francuskoj. Konzervativnu kritiku iznosi u svojoj knjizi Razmišljanja o revoluciji u Francuskoj (1790), izdanom manje od osamnaest mjeseci nakon napada na Bastilleu. Burke je podržavao Američku revoluciju kao obranu tradicionalnih prava i slobode, a revoluciju u Francuskoj je smatrao rušiteljem tradicije u ime imaginarnih ideala slobode, jednakosti i bratstva.

## Djela
- A Vindication of Natural Society (1756)
- A Philosophical Enquiry into the Origin of Our Ideas of the Sublime and Beautiful (1757)
- Thoughts on the Cause of the Present Discontents (1770)
- Reflections on the Revolution in France (1790)
- An Appeal from the New to the Old Whigs (1791)